# J. Mayer & Sohn

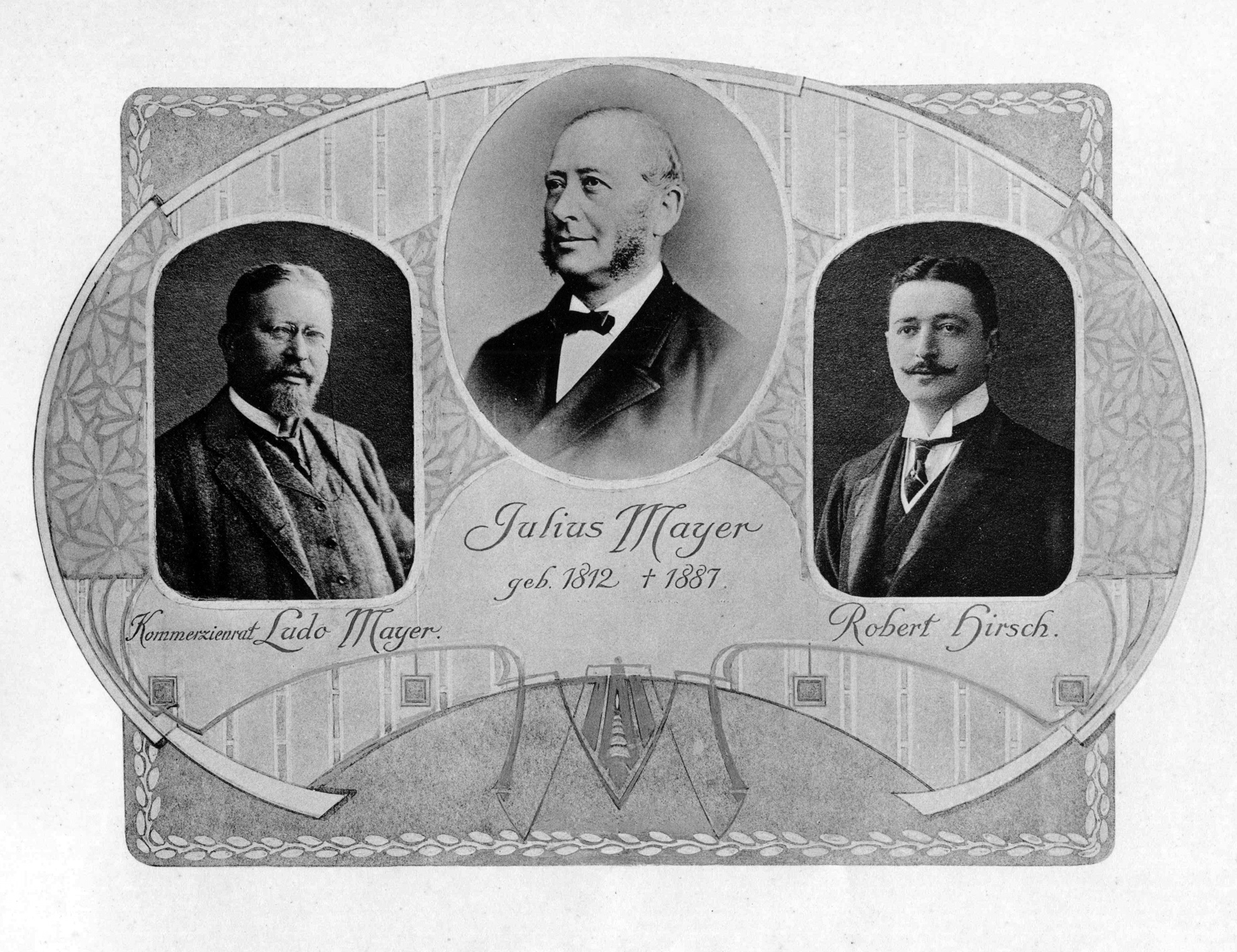
Inhaber der Firma J. Mayer & Sohn: Ludo Mayer, Julius Mayer, Robert Hirsch

Die Lederwerke Mayer & Feistmann wurden am 15. Juli 1857 in Offenbach am Main gegründet.

## Firmengeschichte

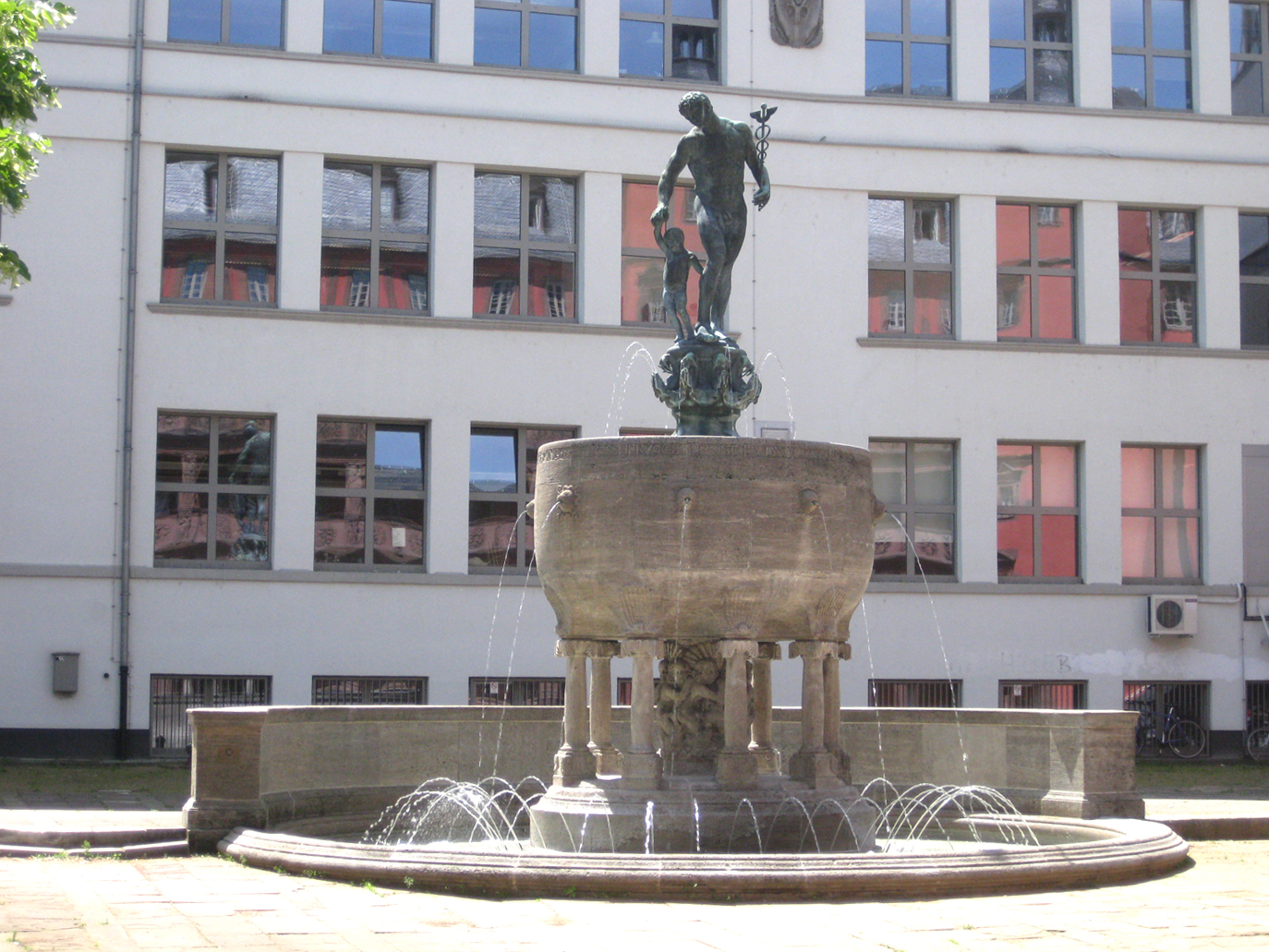
Denkmal für den Sohn des Firmengründers Julius Mayer: Der Ludo-Mayer-Brunnen auf dem Schlossplatz vor der Hochschule für Gestaltung, für die Ludo Mayer auch die Mittel stiftete

Am 15. Juli 1857 gründeten der Gerber Josef Feistmann und der Frankfurter Kaufmann Julius Mayer in der Luisenstraße die „Lederwerke Mayer & Feistmann“. Durch das rasante Wachstum der Lederwarenindustrie zu dieser Zeit wurden die Räumlichkeiten bald zu klein. Die Fabrik wurde Anfang der 1860er Jahre in die am Mainbogen gelegene Rohrstraße (heute: Hermann-Steinhäuser-Straße) verlegt. Josef Feistmann gründete mit seinen Söhnen 1886 ein eigenes Unternehmen und stieg aus der Firma Mayer & Feistmann aus. Kommerzienrat Ludo Mayer (* 28. April 1845; † 14. November 1917 in Bad Nauheim) wurde 1870 bei seinem Vater Julius Mayer Mitinhaber der Fabrik, das Unternehmen firmierte nun unter „J. Mayer & Sohn“.
Am 6. April 1887 starb der Mitbegründer Julius Mayer. 1898 stieg Robert von Hirsch, der Neffe von Ludo Mayer, in das Unternehmen mit ein und wird 1906 Teilhaber. In dieser Zeit entsteht auch das neue Verwaltungsgebäude, welches von Hugo Eberhardt entworfen wurde. Das komplette Werksgelände erstreckte sich auf das Karree Rohrstraße (Hermann-Steinhäuser-Straße) – Austraße – Mainstraße – Karlstraße.
Ludo Mayer führte die Chromgerbung als erster Gerber in Deutschland ein. Durch eine hohe Spende Mayers wurde der Bau eines Brunnens am Isenburger Schloss und der Neubau der Technischen Lehranstalten (heute Hochschule für Gestaltung) ermöglicht. Nach dem Tod Ludo Mayers im Jahr 1917 führte Robert von Hirsch die Firma alleine weiter.
1937 versuchte Max Hirsch das Unternehmen nach Turin zu verlegen, was an familiären Widerständen scheiterte.
1968 wurde der Produktionsstandort des Unternehmens nach Worms verlegt. Nach dem Abriss des Gebäudes 1970 entstand hier die Wohnanlage Mainpark.

## Bauplastik

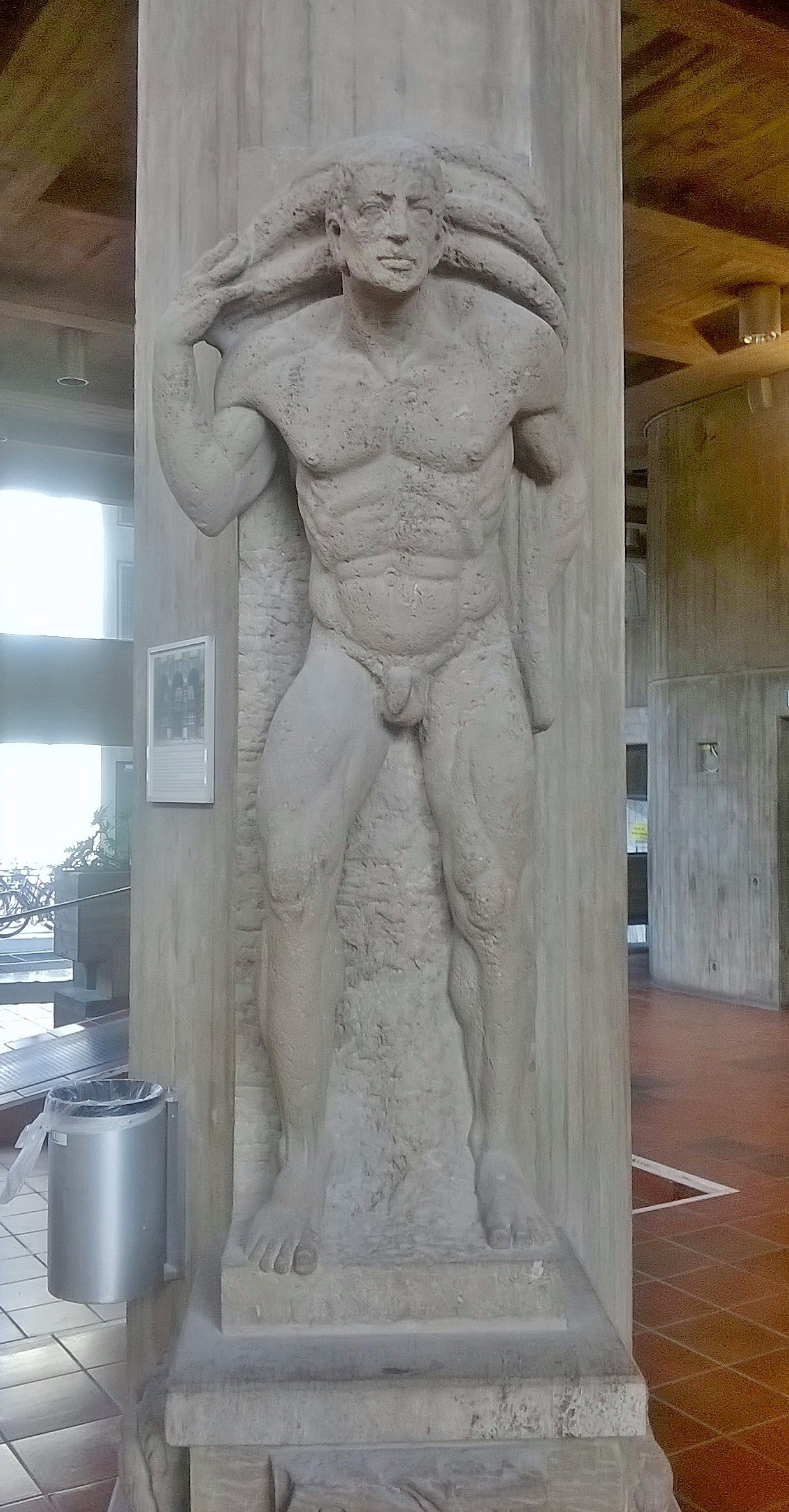
Skulptur des Portals, heute im Rathaus von Offenbach am Main

Zwei Plastiken vom Torbogen des Eingangs-Portals wurden aufbewahrt und werden im Foyer des Rathauses von Offenbach ausgestellt.
Der teilrekonstruierte Torbogen selbst wurde 2013 im Vorgarten des  Deutschen Ledermuseums wieder aufgestellt.